# Международный плавательный центр Толлкросс
Международный плавательный центр Толлкросс (англ. Tollcross International Swimming Centre) — крытый спортивный плавательный бассейн и досуговый центр, расположенный в одноимённом парке шотландского города Глазго.

## История
Плавательный центр Толлкросс был открыт в 1997 году на северном берегу реки Клайд в 5 км к востоку от центра Глазго.
К Играм Содружества 2014 года, которые должны были пройти в Глазго, плавательный центр был закрыт на реконструкцию. Стоимость работ составила около £ 14 млн, и 14 мая 2013 года спортивное сооружение вновь открыло свои двери. Соревнования по плаванию в рамках Игр Содружества, прошедшие с 24 по 29 июля 2014 года, стали первым крупным международным турниром для отреставрированного плавательного центра Толлкросс.
В июле 2015 года в Международном плавательном центре Толлкросс был проведён чемпионат мира по плаванию Международного паралимпийского комитета. Здесь же в августе 2018 года в рамках первого в истории объединённого чемпионата Европы по летним видам спорта состоялся чемпионат Европы по водным видам спорта.

## Описание
Международный плавательный центр Толлкросс включает в себя соответствующие мировым стандартам 50-метровый плавательный бассейн на 10 дорожек и 50-метровой тренировочный бассейн на 6 дорожек, тренажёрный зал и зал для занятий фитнесом.